# Jetlite Air
Jetlite Air (ehemals Silverstone Air Services bzw. im Markenauftritt Silverstone Air) ist eine kenianische Fluggesellschaft mit Sitz in Nairobi und Basis auf dem Flughafen Nairobi Wilson International.

## Geschichte
Silverstone Air wurde 2013 gegründet und bediente neun verschiedene Ziele innerhalb Kenias: Nairobi, Ukunda, Diani, Lamu, Kisumu, Mombasa, Lodwar, Masai Mara und Malindi. Silverstone Air stellte im November 2019 den Betrieb ein.
Das Unternehmen wurde 2021 in Jetlite Air umbenannt.

## Flotte
Mit Stand Dezember 2023 besteht die Flotte der Jetlite Air aus drei Flugzeugen mit einem Durchschnittsalter von 34 Jahren:
| Flugzeugtyp                   | aktiv | bestellt | Anmerkungen | Sitzplätze |
| ----------------------------- | ----- | -------- | ----------- | ---------- |
| De Havilland Canada DHC-8-100 | 1     |          |             |            |
| Fokker 50                     | 2     |          |             | 50         |
| Gesamt                        | 3     | –        |             |            |

## Ehemalige Flugzeugtypen
- Bombardier Canadair Regional Jet CRJ100
- De Havilland DHC-8-100
- De Havilland DHC-8-300

## Zwischenfälle
- Am 11. Oktober 2019 überrollte eine Fokker 50 der Silverstone Air Services (Luftfahrzeugkennzeichen 5Y-IZO) beim Start auf dem Flughafen Nairobi-Wilson das Startbahnende um 300 Meter und kam in morastigem Gelände zwischen einigen Bäumen zum Stillstand. Alle 55 Insassen, 5 Besatzungsmitglieder und 50 Passagiere, überlebten den Unfall; 2 Passagiere wurden leicht verletzt. Das Flugzeug wurde irreparabel beschädigt.[5]

- Am 19. September 2020 verließ am Aden Adde International Airport in Mogadishu eine Fokker 50, die kurz zuvor zu einem Cargoflug nach Beledweyne gestartet war, nach dem Versuch einer Notlandung die Piste und krachte in eine Mauer. Die beiden Piloten wurden schwer verletzt.[6][7]